# 5794 Ірміна
5794 Ірміна (5794 Irmina) — астероїд головного поясу, відкритий 24 вересня 1976 року.
Тіссеранів параметр щодо Юпітера — 3,184.